# Frank Clarke (pilote)
Pour les articles homonymes, voir Frank Clarke.
Frank Clarke (1898-1948) est un pilote, cascadeur à Hollywood et officier militaire américain. Il a réalisé des cascades pour une douzaine de films dans les années 1930 et 1940. Il s'est tué dans un accident aérien en Californie en 1948.

## Biographie
Frank Clarke est né le 29 décembre 1898 à Paso Robles en Californie. Il se fait connaître lorsqu'il déménage à Venice, en Californie, et apprend à voler en achetant un avion du surplus de guerre Curtiss JN-4. Ses premiers exploits furent en tant que pilote « cascadeur », avec un transfert risqué en vol d'un avion à un autre rapporté dans les médias locaux le 4 octobre 1919. Clarke était positionné sur l'aile supérieure d'un Curtiss « Jenny » et après deux essais manqués, a réussi à attraper le train d'atterrissage de l'avion piloté par son collègue aviateur Al Wilson. Les journaux ont salué cet exploit comme une « première » du genre.
Il remporte le rôle principal dans le serial des studios Pathé, Eagle of the Night (1928), et tourne par la suite dans une douzaine de films à Hollywood.
Au début de la Seconde Guerre mondiale, Clarke s'engage dans l'armée de l'air. Il accède au grade de major tout en enseignant ses compétences de pilotage aux jeunes pilotes.
Il se tue dans un accident aérien le 12 juin 1948, alors qu'il effectuait un vol sur son Vultee BT-13 Valiant vers Kernville avec son ami pilote Mark Owens.
Il est enterré au cimetière de Glendale en Californie.

## Filmographie
- 1928 : Eagle of the Night (en)

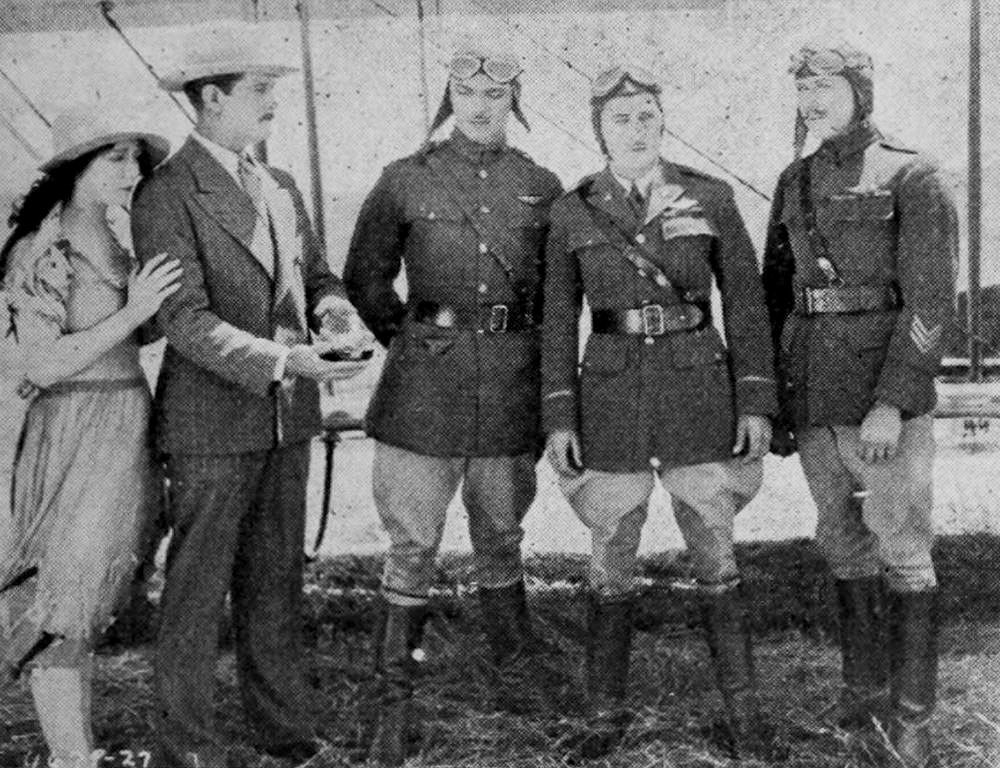
The Air Patrol avec Elsa Benham, Al Wilson, Arthur C. Goebel, Frank Clarke et Taylor N. Duncan (1928).

- 1928 : The Air Patrol : Lt. Blount
- 1930 : Les Anges de l'enfer (Hell's Angels) d'Howard Hughes et Edmund Goulding : Lt. von Bruen
- 1932 : Quatre de l'aviation (The Lost Squadron)
- 1933 : Ace of Aces (en)
- 1933 : Flying Devils (en)
- 1935 : Tailspin Tommy in the Great Air Mystery
- 1938 : Les Hommes volants (Men with Wings) : Burke
- 1939 : Laurel et Hardy conscrits (The Flying Deuces)
- 1940 : L'Appel des ailes (Flight Command)[5]
- 1941 : Bombardiers en piqué (Dive Bomber)
- 1942 : Les Chevaliers du ciel